# ناغانوما
ناغانوما (باليابانية: 長沼町) هي بلدية في اليابان، وبلدة في اليابان، تقع في Sorachi Subprefecture ‏، بلغ عدد سكانها 10,907  نسمة وذلك حسب إحصائيات سنة 2018، تبلغ مساحتها 168.52 كيلومتر مربع.

## توأمة
لناغانوما اتفاقيات توأمة مع كل من:
- أوشو (9 مايو 1973 - )
- سوكاغاوا (28 أغسطس 1997 - )